# Lisa Czóbel

Jack Menn und Lisa Czóbel in Tanz aus «Carmen», um 1945 am Stadttheater Bern, Foto Fred Erismann

Lisa Czóbel (* 2. April 1906 in Bamberg; † 7. Februar 1992 in Hamburg) war eine deutsche Ausdruckstänzerin und Choreographin, welche internationale Bekanntheit genoss.

## Werdegang
Lisa Czóbel kam 1906 als Tochter von Béla Czóbel und seiner Ehefrau Isolde, geborene Daig, in Bamberg zur Welt. Ihr Vater war ein ungarischer expressionistischer und fauvistischer Künstler jüdischer Abstammung und ihre Mutter eine deutsch-russische Malerin und Textildesignerin. Infolge des künstlerischen Umfeldes zuhause entschied sie sich später auch eine Künstlerlaufbahn einzuschlagen. Ihre Jugendjahre waren vom Ersten Weltkrieg überschattet.
Während der Sommermonate in den 1920er Jahren arbeitete ihre Mutter in der Künstlerkolonie in Würzburg, welche von der deutschen Malerin Gertraud Rostosky zu dieser Zeit gegründet wurde. Bei der Nachfeier des 60. Geburtstages des deutschen Landschaftsmalers Otto Modersohn trat Lisa Czóbel auf. Dabei hat sie ihm zu Ehren die Kulibajadere aus Max Dauthendeys Geflügelter Erde vorgetanzt.
Von 1926 bis 1928 machte sie eine Tanzausbildung an der Trümpy-Schule in Berlin. Danach trat sie zwischen 1928 und 1929 mit der Skoronel-Gruppe in Paris bei Olga Preobrajenska und Ljubov Egorova auf. Ab 1930 hatte sie eigene Kammertanzabende. Sie trat als Solotänzerin bei der Folkwang-Tanzbühne in Essen auf. Während dieser Zeit verkörperte sie 1932 auch die Rolle des jungen Mädchens in Der grüne Tisch von Kurt Jooss. Als das Essener Opernhaus seine Ballettkompanie auflöste, übernahm Jooss diese und führte sie unter dem Namen ballets Jooss fort. Als Mitglied nahm Czóbel an der 1933/34 Tournee teil. Die Weltwirtschaftskrise überschattete die damalige Zeit. Des Weiteren nahmen die Feindseligkeiten gegen die Juden zu. In diesem Zusammenhang emigrierte Jooss 1933 nach Großbritannien, da er sich weigerte, ohne seine jüdischen Mitarbeiter im Deutschen Reich weiterzuarbeiten. Mit seiner Kompanie führte er von 1934 bis 1940 eine Tanzschule an der reformpädagogischen Dartington Hall School im südenglischen Devon. Er nahm zuletzt die britische Staatsbürgerschaft an. Währenddessen trat Czóbel von 1934 bis 1938 als Solotänzerin auf den Städtischen Bühnen in Florenz (Italien) auf. 1939 kehrte sie in das Deutsche Reich zurück und versuchte ein Engagement bei der Staatsoper Berlin zu erhalten. Allerdings blieb ihr dies als so genannte Halbjüdin verwehrt. Als Folge davon emigrierte sie in die Schweiz. In der Folgezeit arbeitete sie als Tänzerin am Corso-Theater in Zürich und später in der Gruppe von Trudi Schoop. Während des Zweiten Weltkrieges trat sie von 1940 bis 1944 als Solotänzerin am Stadttheater Bern unter der Leitung von Hilde Baumann auf. Nach dem Krieg ging sie als Mitglied der Schoop-Truppe auf Tournee. Dabei trat sie in den Niederlanden, Belgien und achtzig Städten der Vereinigten Staaten auf. Von 1947 bis 1948 arbeitete sie als Solotänzerin am Stadttheater Basel unter der Leitung von Heinz Rosen. Czóbel kehrte 1948 nach Deutschland zurück und arbeitete in Heidelberg unter der Leitung des Ballettmeisters Karl Bergeest, ihren späteren Ehemann. Von 1951 bis 1956 war sie in Köln tätig. Daneben trat sie zwischen 1950 und 1965 zusammen mit ihrem Tanzpartner Alexander von Swaine bei zahlreichen Tourneen auf. In diesem Zusammenhang waren sie 1954 mit dem deutschen Dirigenten und Pianisten Hartmut Klug auf Tournee durch Indien, Pakistan, Ceylon, Indonesien, Singapur und Hongkong, später auch durch Syrien, den Libanon und Iran. Ihr letztes Engagement hatte Czóbel bei Ted Shawn in den Vereinigten Staaten.
Ihre Darbietungen auf der Bühne zeugten von tänzerischer Ausdruckskraft, Phantasie und Experimentierfreudigkeit.
Ihr Nachlass befindet sich im Deutschen Tanzarchiv Köln.